# Semiopyla cataphracta
Semiopyla cataphracta är en spindelart som beskrevs av Simon 1901. Semiopyla cataphracta ingår i släktet Semiopyla och familjen hoppspindlar. Inga underarter finns listade i Catalogue of Life.